# Aborto en Armenia
El aborto en Armenia fue legalizado el 23 de noviembre de 1955, mientras Armenia formaba parte de la Unión Soviética; la legislación actual que trata del aborto data del 11 de diciembre de 2002. Permite la terminación del embarazo a petición de la madre hasta la duodécima semana y para razones médicas o sociales hasta la semana veintidós con la aprobación de un médico. La tasa de mortalidad materna por razón de complicaciones con el aborto era muy alta (entre un 10% y un 20% en 2000). Después de reformas grandes, el número de muertes disminuyó a un 5% en 2005.
El aborto ha sido usado como método anticonceptivo. Este es más frecuente utilizado en las zonas rurales que en las urbanas. Menos del 1% de los primeros embarazos son abortados, subiendo al 14% en el segundo y al 44% en el tercero.
El aborto está socialmente mal visto. El 69% de las mujeres armenias se oponen al aborto y el 20% dicen no estar seguras.

## Historia
A partir de los años 50 se empezó a registrar al pormenorizado los nacimientos y abortos de mujeres armenias. La tasa de aborto más alta se encontró en 1971, en la que el 45,27% de los embarazos fueros abortados. La tasa fue descendiendo desde 1970 hasta 1990. De 1991 hasta 1996 la tasa rozó el 40% de abortos por embarazo. A partir de este año, la tasa descendió y se ha mantenido estable hasta la actualidad rondando entre el 21% al 24%. Entre los motivos del descenso se encuentran la estandarización de los anticonceptivos, así como el aplazamiento de los matrimonios a edades más longevas (según el estudio de DHS del 2001, solo el 1% de la población tenía sexo premarital).
En el país el aborto selectivo por sexo se convirtió en un problema que causó varios debates, sin embargo, las políticas adoptadas por el gobierno causaron controversia y críticas. En el año 2016 el aborto selectivo fue prohibido.
En 2020 el partido político Armenia Próspera propuso al parlamento la ilegalización del aborto, pero esto fue rechazado.